# Specie di Cobitidae
Di seguito sono elencate tutte le 252 specie di pesci ossei della famiglia Cobitidae note a novembre 2014 

## A - C
| Sottofamiglia | Genere         | Specie                     | Immagine |
| ------------- | -------------- | -------------------------- | -------- |
| Cobitinae     | Acanthopsoides | Acanthopsoides delphax     |          |
| Cobitinae     | Acanthopsoides | Acanthopsoides gracilentus |          |
| Cobitinae     | Acanthopsoides | Acanthopsoides gracilis    |          |
| Cobitinae     | Acanthopsoides | Acanthopsoides hapalias    |          |
| Cobitinae     | Acanthopsoides | Acanthopsoides molobrion   |          |
| Cobitinae     | Acanthopsoides | Acanthopsoides namromensis |          |
| Cobitinae     | Acanthopsoides | Acanthopsoides robertsi    |          |
| Cobitinae     | Acantopsis     | Acantopsis choirorhynchos  |          |
| Cobitinae     | Acantopsis     | Acantopsis dialuzona       |          |
| Cobitinae     | Acantopsis     | Acantopsis guttatus        |          |
| Cobitinae     | Acantopsis     | Acantopsis multistigmatus  |          |
| Cobitinae     | Acantopsis     | Acantopsis octoactinotos   |          |
| Cobitinae     | Acantopsis     | Acantopsis spectabilis     |          |
| Cobitinae     | Acantopsis     | Acantopsis thiemmedhi      |          |
| Botinae       | Ambastaia      | Ambastaia nigrolineata     |          |
| Botinae       | Ambastaia      | Ambastaia sidthimunki      |          |
| Cobitinae     | Bibarba        | Bibarba bibarba            |          |
| Botinae       | Botia          | Botia almorhae             |          |
| Botinae       | Botia          | Botia birdi                |          |
| Botinae       | Botia          | Botia dario                |          |
| Botinae       | Botia          | Botia dayi                 |          |
| Botinae       | Botia          | Botia histrionica          |          |
| Botinae       | Botia          | Botia kubotai              |          |
| Botinae       | Botia          | Botia lohachata            |          |
| Botinae       | Botia          | Botia rostrata             |          |
| Botinae       | Botia          | Botia striata              |          |
| Botinae       | Botia          | Botia udomritthiruji       |          |
| Cobitinae     | Canthophrys    | Canthophrys gongota        |          |
| Botinae       | Chromobotia    | Chromobotia macracanthus   |          |
| Cobitinae     | Cobitis        | Cobitis albicoloris        |          |
| Cobitinae     | Cobitis        | Cobitis amphilekta         |          |
| Cobitinae     | Cobitis        | Cobitis arachthosensis     |          |
| Cobitinae     | Cobitis        | Cobitis arenae             |          |
| Cobitinae     | Cobitis        | Cobitis australis          |          |
| Cobitinae     | Cobitis        | Cobitis bilineata          |          |
| Cobitinae     | Cobitis        | Cobitis bilseli            |          |
| Cobitinae     | Cobitis        | Cobitis biwae              |          |
| Cobitinae     | Cobitis        | Cobitis calderoni          |          |
| Cobitinae     | Cobitis        | Cobitis choii              |          |
| Cobitinae     | Cobitis        | Cobitis crassicauda        |          |
| Cobitinae     | Cobitis        | Cobitis dalmatina          |          |
| Cobitinae     | Cobitis        | Cobitis dolichorhynchus    |          |
| Cobitinae     | Cobitis        | Cobitis elazigensis        |          |
| Cobitinae     | Cobitis        | Cobitis elongata           |          |
| Cobitinae     | Cobitis        | Cobitis elongatoides       |          |
| Cobitinae     | Cobitis        | Cobitis evreni             |          |
| Cobitinae     | Cobitis        | Cobitis fahirae            |          |
| Cobitinae     | Cobitis        | Cobitis faridpaki          |          |
| Cobitinae     | Cobitis        | Cobitis fasciola           |          |
| Cobitinae     | Cobitis        | Cobitis gladkovi           |          |
| Cobitinae     | Cobitis        | Cobitis guttatus           |          |
| Cobitinae     | Cobitis        | Cobitis hankugensis        |          |
| Cobitinae     | Cobitis        | Cobitis hellenica          |          |
| Cobitinae     | Cobitis        | Cobitis illyrica           |          |
| Cobitinae     | Cobitis        | Cobitis jadovaensis        |          |
| Cobitinae     | Cobitis        | Cobitis kaibarai           |          |
| Cobitinae     | Cobitis        | Cobitis kellei             |          |
| Cobitinae     | Cobitis        | Cobitis keyvani            |          |
| Cobitinae     | Cobitis        | Cobitis kurui              |          |
| Cobitinae     | Cobitis        | Cobitis laoensis           |          |
| Cobitinae     | Cobitis        | Cobitis lebedevi           |          |
| Cobitinae     | Cobitis        | Cobitis levantina          |          |
| Cobitinae     | Cobitis        | Cobitis linea              |          |
| Cobitinae     | Cobitis        | Cobitis longitaeniatus     |          |
| Cobitinae     | Cobitis        | Cobitis lutheri            |          |
| Cobitinae     | Cobitis        | Cobitis macrostigma        |          |
| Cobitinae     | Cobitis        | Cobitis magnostriata       |          |
| Cobitinae     | Cobitis        | Cobitis maroccana          |          |
| Cobitinae     | Cobitis        | Cobitis matsubarai         |          |
| Cobitinae     | Cobitis        | Cobitis megaspila          |          |
| Cobitinae     | Cobitis        | Cobitis melanoleuca        |          |
| Cobitinae     | Cobitis        | Cobitis meridionalis       |          |
| Cobitinae     | Cobitis        | Cobitis microcephala       |          |
| Cobitinae     | Cobitis        | Cobitis minamorii          |          |
| Cobitinae     | Cobitis        | Cobitis multimaculata      |          |
| Cobitinae     | Cobitis        | Cobitis narentana          |          |
| Cobitinae     | Cobitis        | Cobitis nuicocensis        |          |
| Cobitinae     | Cobitis        | Cobitis ohridana           |          |
| Cobitinae     | Cobitis        | Cobitis pacifica           |          |
| Cobitinae     | Cobitis        | Cobitis paludica           |          |
| Cobitinae     | Cobitis        | Cobitis phongnhaensis      |          |
| Cobitinae     | Cobitis        | Cobitis phrygica           |          |
| Cobitinae     | Cobitis        | Cobitis pontica            |          |
| Cobitinae     | Cobitis        | Cobitis puncticulata       |          |
| Cobitinae     | Cobitis        | Cobitis punctilineata      |          |
| Cobitinae     | Cobitis        | Cobitis rara               |          |
| Cobitinae     | Cobitis        | Cobitis rhodopensis        |          |
| Cobitinae     | Cobitis        | Cobitis satunini           |          |
| Cobitinae     | Cobitis        | Cobitis shikokuensis       |          |
| Cobitinae     | Cobitis        | Cobitis sibirica           |          |
| Cobitinae     | Cobitis        | Cobitis simplicispina      |          |
| Cobitinae     | Cobitis        | Cobitis sinensis           |          |
| Cobitinae     | Cobitis        | Cobitis splendens          |          |
| Cobitinae     | Cobitis        | Cobitis squataeniatus      |          |
| Cobitinae     | Cobitis        | Cobitis stenocauda         |          |
| Cobitinae     | Cobitis        | Cobitis stephanidisi       |          |
| Cobitinae     | Cobitis        | Cobitis striata            |          |
| Cobitinae     | Cobitis        | Cobitis strumicae          |          |
| Cobitinae     | Cobitis        | Cobitis taenia             |          |
| Cobitinae     | Cobitis        | Cobitis takatsuensis       |          |
| Cobitinae     | Cobitis        | Cobitis tanaitica          |          |
| Cobitinae     | Cobitis        | Cobitis taurica            |          |
| Cobitinae     | Cobitis        | Cobitis tetralineata       |          |
| Cobitinae     | Cobitis        | Cobitis trichonica         |          |
| Cobitinae     | Cobitis        | Cobitis turcica            |          |
| Cobitinae     | Cobitis        | Cobitis vardarensis        |          |
| Cobitinae     | Cobitis        | Cobitis vettonica          |          |
| Cobitinae     | Cobitis        | Cobitis ylengensis         |          |
| Cobitinae     | Cobitis        | Cobitis zanandreai         |          |
| Cobitinae     | Cobitis        | Cobitis zhejiangensis      |          |

## D - Z
| Sottofamiglia | Genere              | Specie                              | Immagine |
| ------------- | ------------------- | ----------------------------------- | -------- |
| Cobitinae     | Iksookimia          | Iksookimia hugowolfeldi             |          |
| Cobitinae     | Iksookimia          | Iksookimia koreensis                |          |
| Cobitinae     | Iksookimia          | Iksookimia longicorpa               |          |
| Cobitinae     | Iksookimia          | Iksookimia pumila                   |          |
| Cobitinae     | Iksookimia          | Iksookimia yongdokensis             |          |
| Cobitinae     | Kichulchoia         | Kichulchoia brevifasciata           |          |
| Cobitinae     | Koreocobitis        | Koreocobitis naktongensis           |          |
| Cobitinae     | Koreocobitis        | Koreocobitis rotundicaudata         |          |
| Cobitinae     | Kottelatlimia       | Kottelatlimia hipporhynchos         |          |
| Cobitinae     | Kottelatlimia       | Kottelatlimia katik                 |          |
| Cobitinae     | Kottelatlimia       | Kottelatlimia pristes               |          |
| Cobitinae     | Lepidocephalichthys | Lepidocephalichthys alkaia          |          |
| Cobitinae     | Lepidocephalichthys | Lepidocephalichthys annandalei      |          |
| Cobitinae     | Lepidocephalichthys | Lepidocephalichthys arunachalensis  |          |
| Cobitinae     | Lepidocephalichthys | Lepidocephalichthys barbatuloides   |          |
| Cobitinae     | Lepidocephalichthys | Lepidocephalichthys berdmorei       |          |
| Cobitinae     | Lepidocephalichthys | Lepidocephalichthys birmanicus      |          |
| Cobitinae     | Lepidocephalichthys | Lepidocephalichthys coromandelensis |          |
| Cobitinae     | Lepidocephalichthys | Lepidocephalichthys furcatus        |          |
| Cobitinae     | Lepidocephalichthys | Lepidocephalichthys goalparensis    |          |
| Cobitinae     | Lepidocephalichthys | Lepidocephalichthys guntea          |          |
| Cobitinae     | Lepidocephalichthys | Lepidocephalichthys hasselti        |          |
| Cobitinae     | Lepidocephalichthys | Lepidocephalichthys irrorata        |          |
| Cobitinae     | Lepidocephalichthys | Lepidocephalichthys jonklaasi       |          |
| Cobitinae     | Lepidocephalichthys | Lepidocephalichthys kranos          |          |
| Cobitinae     | Lepidocephalichthys | Lepidocephalichthys lorentzi        |          |
| Cobitinae     | Lepidocephalichthys | Lepidocephalichthys manipurensis    |          |
| Cobitinae     | Lepidocephalichthys | Lepidocephalichthys micropogon      |          |
| Cobitinae     | Lepidocephalichthys | Lepidocephalichthys thermalis       |          |
| Cobitinae     | Lepidocephalichthys | Lepidocephalichthys tomaculum       |          |
| Cobitinae     | Lepidocephalichthys | Lepidocephalichthys zeppelini       |          |
| Cobitinae     | Lepidocephalus      | Lepidocephalus macrochir            |          |
| Cobitinae     | Lepidocephalus      | Lepidocephalus nanensis             |          |
| Cobitinae     | Lepidocephalus      | Lepidocephalus spectrum             |          |
| Botinae       | Leptobotia          | Leptobotia curta                    |          |
| Botinae       | Leptobotia          | Leptobotia elongata                 |          |
| Botinae       | Leptobotia          | Leptobotia flavolineata             |          |
| Botinae       | Leptobotia          | Leptobotia guilinensis              |          |
| Botinae       | Leptobotia          | Leptobotia hengyangensis            |          |
| Botinae       | Leptobotia          | Leptobotia microphthalma            |          |
| Botinae       | Leptobotia          | Leptobotia orientalis               |          |
| Botinae       | Leptobotia          | Leptobotia pellegrini               |          |
| Botinae       | Leptobotia          | Leptobotia posterodorsalis          |          |
| Botinae       | Leptobotia          | Leptobotia punctata                 |          |
| Botinae       | Leptobotia          | Leptobotia rubrilabris              |          |
| Botinae       | Leptobotia          | Leptobotia taeniops                 |          |
| Botinae       | Leptobotia          | Leptobotia tchangi                  |          |
| Botinae       | Leptobotia          | Leptobotia tientainensis            |          |
| Cobitinae     | Microcobitis        | Microcobitis misgurnoides           |          |
| Cobitinae     | Misgurnus           | Misgurnus anguillicaudatus          |          |
| Cobitinae     | Misgurnus           | Misgurnus buphoensis                |          |
| Cobitinae     | Misgurnus           | Misgurnus fossilis                  |          |
| Cobitinae     | Misgurnus           | Misgurnus mizolepis                 |          |
| Cobitinae     | Misgurnus           | Misgurnus mohoity                   |          |
| Cobitinae     | Misgurnus           | Misgurnus multimaculatus            |          |
| Cobitinae     | Misgurnus           | Misgurnus nikolskyi                 |          |
| Cobitinae     | Misgurnus           | Misgurnus tonkinensis               |          |
| Cobitinae     | Neoeucirrhichthys   | Neoeucirrhichthys maydelli          |          |
| Cobitinae     | Niwaella            | Niwaella delicata                   |          |
| Cobitinae     | Niwaella            | Niwaella laterimaculata             |          |
| Cobitinae     | Niwaella            | Niwaella longibarba                 |          |
| Cobitinae     | Niwaella            | Niwaella multifasciata              |          |
| Cobitinae     | Niwaella            | Niwaella xinjiangensis              |          |
| Cobitinae     | Pangio              | Pangio agma                         |          |
| Cobitinae     | Pangio              | Pangio alcoides                     |          |
| Cobitinae     | Pangio              | Pangio alternans                    |          |
| Cobitinae     | Pangio              | Pangio ammophila                    |          |
| Cobitinae     | Pangio              | Pangio anguillaris                  |          |
| Cobitinae     | Pangio              | Pangio apoda                        |          |
| Cobitinae     | Pangio              | Pangio atactos                      |          |
| Cobitinae     | Pangio              | Pangio bitaimac                     |          |
| Cobitinae     | Pangio              | Pangio borneensis                   |          |
| Cobitinae     | Pangio              | Pangio cuneovirgata                 |          |
| Cobitinae     | Pangio              | Pangio doriae                       |          |
| Cobitinae     | Pangio              | Pangio elongata                     |          |
| Cobitinae     | Pangio              | Pangio filinaris                    |          |
| Cobitinae     | Pangio              | Pangio fusca                        |          |
| Cobitinae     | Pangio              | Pangio goaensis                     |          |
| Cobitinae     | Pangio              | Pangio incognito                    |          |
| Cobitinae     | Pangio              | Pangio kuhlii                       |          |
| Cobitinae     | Pangio              | Pangio lidi                         |          |
| Cobitinae     | Pangio              | Pangio longimanus                   |          |
| Cobitinae     | Pangio              | Pangio longipinnis                  |          |
| Cobitinae     | Pangio              | Pangio lumbriciformis               |          |
| Cobitinae     | Pangio              | Pangio malayana                     |          |
| Cobitinae     | Pangio              | Pangio mariarum                     |          |
| Cobitinae     | Pangio              | Pangio muraeniformis                |          |
| Cobitinae     | Pangio              | Pangio myersi                       |          |
| Cobitinae     | Pangio              | Pangio oblonga                      |          |
| Cobitinae     | Pangio              | Pangio pangia                       |          |
| Cobitinae     | Pangio              | Pangio piperata                     |          |
| Cobitinae     | Pangio              | Pangio pulla                        |          |
| Cobitinae     | Pangio              | Pangio robiginosa                   |          |
| Cobitinae     | Pangio              | Pangio semicincta                   |          |
| Cobitinae     | Pangio              | Pangio shelfordii                   |          |
| Cobitinae     | Pangio              | Pangio signicauda                   |          |
| Cobitinae     | Pangio              | Pangio superba                      |          |
| Botinae       | Parabotia           | Parabotia banarescui                |          |
| Botinae       | Parabotia           | Parabotia bimaculata                |          |
| Botinae       | Parabotia           | Parabotia brevirostris              |          |
| Botinae       | Parabotia           | Parabotia dubia                     |          |
| Botinae       | Parabotia           | Parabotia fasciata                  |          |
| Botinae       | Parabotia           | Parabotia kiangsiensis              |          |
| Botinae       | Parabotia           | Parabotia kimluani                  |          |
| Botinae       | Parabotia           | Parabotia lijiangensis              |          |
| Botinae       | Parabotia           | Parabotia maculosa                  |          |
| Botinae       | Parabotia           | Parabotia mantschurica              |          |
| Botinae       | Parabotia           | Parabotia parva                     |          |
| Botinae       | Parabotia           | Parabotia vancuongi                 |          |
| Cobitinae     | Paralepidocephalus  | Paralepidocephalus guishanensis     |          |
| Cobitinae     | Paralepidocephalus  | Paralepidocephalus yui              |          |
| Cobitinae     | Paramisgurnus       | Paramisgurnus dabryanus             |          |
| Cobitinae     | Protocobitis        | Protocobitis polylepis              |          |
| Cobitinae     | Protocobitis        | Protocobitis typhlops               |          |
| Cobitinae     | Sabanejewia         | Sabanejewia aurata                  |          |
| Cobitinae     | Sabanejewia         | Sabanejewia balcanica               |          |
| Cobitinae     | Sabanejewia         | Sabanejewia baltica                 |          |
| Cobitinae     | Sabanejewia         | Sabanejewia bulgarica               |          |
| Cobitinae     | Sabanejewia         | Sabanejewia caspia                  |          |
| Cobitinae     | Sabanejewia         | Sabanejewia caucasica               |          |
| Cobitinae     | Sabanejewia         | Sabanejewia kubanica                |          |
| Cobitinae     | Sabanejewia         | Sabanejewia larvata                 |          |
| Cobitinae     | Sabanejewia         | Sabanejewia romanica                |          |
| Cobitinae     | Sabanejewia         | Sabanejewia vallachica              |          |
| Botinae       | Sinibotia           | Sinibotia longiventralis            |          |
| Botinae       | Sinibotia           | Sinibotia pulchra                   |          |
| Botinae       | Sinibotia           | Sinibotia reevesae                  |          |
| Botinae       | Sinibotia           | Sinibotia robusta                   |          |
| Botinae       | Sinibotia           | Sinibotia superciliaris             |          |
| Botinae       | Sinibotia           | Sinibotia zebra                     |          |
| Botinae       | Syncrossus          | Syncrossus beauforti                |          |
| Botinae       | Syncrossus          | Syncrossus berdmorei                |          |
| Botinae       | Syncrossus          | Syncrossus helodes                  |          |
| Botinae       | Syncrossus          | Syncrossus hymenophysa              |          |
| Botinae       | Syncrossus          | Syncrossus reversa                  |          |
| Cobitinae     | Theriodes           | Theriodes sandakanensis             |          |
| Botinae       | Yasuhikotakia       | Yasuhikotakia caudipunctata         |          |
| Botinae       | Yasuhikotakia       | Yasuhikotakia eos                   |          |
| Botinae       | Yasuhikotakia       | Yasuhikotakia lecontei              |          |
| Botinae       | Yasuhikotakia       | Yasuhikotakia longidorsalis         |          |
| Botinae       | Yasuhikotakia       | Yasuhikotakia modesta               |          |